# Célio Taveira Filho
Célio Taveira Filho (São Paulo, 16 oktober 1940 - João Pessoa, 29 mei 2020) was een Braziliaans voetballer, beter bekend onder zijn spelersnaam Célio.

## Biografie
Célio begon bij kleinere clubs en maakte in 1962 de overstap naar het grote Vasco da Gama uit Rio de Janeiro. In 1966 won hij met de club het Torneio Rio-São Paulo. Van 1967 tot 1970 speelde hij voor het Uruguyaanse Nacional.
Célio debuteerde op 5 juni 1965 voor het nationale elftal in een vriendschappelijke wedstrijd tegen West-Duitsland die het land met 2-0 won. Zijn laatste optreden was in mei 1966 tegen Wales
Hij overleed in mei 2020 in een ziekenhuis in zijn woonplaats João Pessoa aan de gevolgen van covid-19.